# Kevin Keegan
Joseph Kevin Keegan (Armthorpe, Yorkshire, 14. veljače 1951.) je engleski nogometni trener, umirovljeni reprezentativac i bivši nogometaš. Keegan je jedan od najboljih engleskih nogometaša svih vremena. Zadnji klub kojeg je Keegan trenirao bio je Newcastle United 2008. godine.